# Haradszczyna (przystanek kolejowy)
Haradszczyna (biał. Гарадшчына; ros. Городщина) – przystanek kolejowy w miejscowości Mohylew i w pobliżu miejscowości Haradszczyna i Ciszouka, w obwodzie mohylewskim, na Białorusi. Położony jest na linii Osipowicze - Mohylew - Krzyczew.
Przystanek został otwarty 15 września 2011.